# Сан Донато (Белуно)
Сан Донато је насеље у Италији у округу Белуно, региону Венето.
Према процени из 2011. у насељу је живело 79 становника. Насеље се налази на надморској висини од 886 м.